# Ambassade d'Italie en Estonie
L'ambassade d'Italie à Tallinn (en estonien : Itaalia suursaatkond Tallinnas) est la représentation diplomatique de l'Italie auprès de la république d'Estonie.

## Ambassade
L'ambassade est située à l’adresse Vene tänav 2, dans le quartier Vanalinn.

## Histoire
Avant la Seconde Guerre mondiale, l'ambassade d'Italie à Tallinn était située a l’adresse Jaan Poska tänav 8, l'ambassadeur d'Italie en Estonie était le comte Gianfranco Viganotti-Giusti.
L'Italie a reconnu la République d'Estonie le 26 janvier 1921. Le premier ambassadeur italien en Estonie fut Agostino Depretis, qui a commencé à en février 1921.
Avant la Seconde Guerre mondiale, l'Institut culturel italien fonctionnait également en Estonie, dirigé par le grand figure du journalisme italien, l'historien Indro Montanelli.
En juin 1921, le premier représentant diplomatique de l'Estonie en Italie, Karl Robert Pusta, qui était en même temps ambassadeur d'Estonie en France et résidait à Paris, remit ses lettres de créance. Le premier ambassadeur estonien résidant à Rome fut Karl Tofer (1927-1931). Outre l'ambassade à Rome, des consuls honoraires d'Estonie étaient également présents dans plusieurs villes italiennes (Gênes, Milan, Naples, Palerme, Trieste).
L'Italie a reconnu à nouveau l'Estonie le 27 août 1991 et les relations diplomatiques entre l'Estonie et l'Italie ont été rétablies le 31 août de la même année.

## Ambassadeurs d’Italie en Estonie
Le premier ambassadeur d'Italie en Estonie indépendante fut Carlo Siano (1991-1996). Ambassadeurs Roberto Martini (1996–1999), Luchino Cortese (1999–2002), Ruggero Vozzi (2002–2005), Fabrizio Piaggesi (2005–2009), Rosa Maria Chicco Ferraro (2009–2012), Marco Clemente (2012-2016) et Filippo Formica (2016-2019).
L'actuel ambassadeur d'Italie, Daniele Rampazzo, a remis ses lettres de créance à la présidente Kersti Kaljulaid le 4 décembre 2019.
L'ambassade d'Estonie à Rome a repris ses activités en septembre 1996 sous la direction de la chargée d'affaires Ruth Lausma.
Jaak Jõerüüt (1998-2022) a été le premier ambassadeur d'Estonie à Rome après que l'Estonie ait retrouvé son indépendance. Ensuite, l'Estonie a été représentée en Italie par les ambassadeurs Jüri Seilenthal (2002–2006), Andres Tomasberg (2006–2010), Merike Kokajev (2010–2014) et Celia Kuningas-Saagpakk (2014–2020).
L'actuel ambassadeur Paul Teesalu a remis ses lettres de créance au président Sergio Mattarella le 24 septembre 2020.

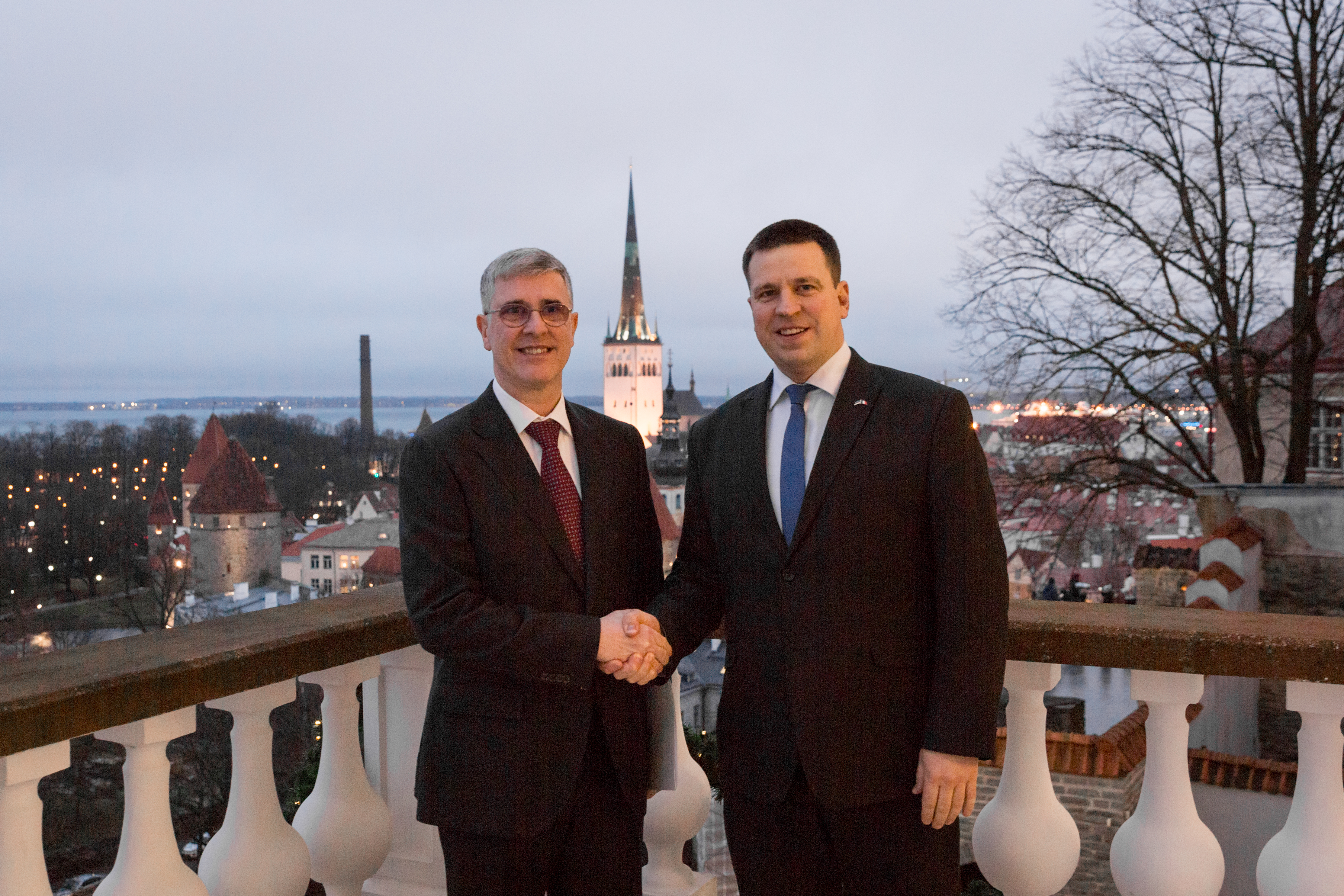
L'ambassadeur d’Italie Daniele Rampazzo à la maison Stenbock.